# Không Hướng đạo
Không Hướng đạo sinh (Air Scouts) là những thành viên của Phong trào Hướng đạo quốc tế, với điểm đặc biệt nổi bật là các hoạt động thiên về phi hành. Không Hướng đạo sinh theo chương trình cơ bản như Hướng đạo sinh bình thường nhưng một số thời gian nào đó được dành tập trung vào các hoạt động trên không.
Không Hướng đạo sinh thường mặc đồng phục hơi khác một chút so với những Hướng đạo sinh khác của phong trào Hướng đạo.

## Lịch sử
Thiếu tá Baden Fletcher Smyth Baden-Powell, em trai Út của Robert Baden-Powell,  là người đầu tiên đưa các hoạt động bay vào Hướng đạo.
Trại Họp bạn Hướng đạo Thế giới lần thứ 4 năm 1933 là lần tụ họp quốc tế đầu tiên mà Không Hướng đạo sinh có đại diện. Ngày 8 tháng 9 Robert Baden-Powell đã viếng thăm Không Hướng đạo sinh cùng với Hướng đạo trưởng Hungary là Pál Teleki và László Almásy (được biết qua phim The English Patient) là một huynh trưởng của Không Hướng đạo Hungary.

## Trên thế giới

### Úc
Hội Hướng đạo Úc có chương trình Không Hướng đạo hoạt động. Thí dụ Không Hướng đạo sinh Canberra được hình thành từ Hướng đạo sinh Công viên Latrobe năm 2003.

### Cyprus
Không Hướng đạo tại Cộng hòa Síp là một phần hoạt động của chương trình của Hội Hướng đạo Cyprus (Soma Proskopon Kyproi). Thí dụ Liên đoàn Không Hướng đạo 273. Lưu trữ ngày 8 tháng 7 năm 2008 tại Wayback Machine

### Hy Lạp
Không Hướng đạo tại Hy Lạp là một phần hoạt động của chương trình Hướng đạo Hy Lạp (Soma Hellinon Proskopon). Có một Vùng cho Không Hướng đạo sinh  Lưu trữ ngày 27 tháng 8 năm 2007 tại Wayback Machine và khoảng 57 liên đoàn Không Hướng đạo. Liên đoàn đầu tiên được thành lập vào năm 1937.

### Hồng Kông
Cũng có Không Hướng đạo sinh trong Hội Hướng đạo Hồng Kông. Thí dụ, Kha đoàn Không Hướng đạo thuộc Liên đoàn số 11 Cửu Long  Lưu trữ ngày 1 tháng 9 năm 2007 tại Wayback Machine và Thiếu đoàn Không Hướng đạo số 11  tại Cữu Long.

### Ireland
Không Hướng đạo  Lưu trữ ngày 18 tháng 10 năm 2007 tại Wayback Machine là một chi ngành của Hướng đạo Ireland mà gồm có các hoạt động Hướng đạo bình thường như cắm trại và đi bộ đường dài với sở thích là phi hành và không gian.

### Hà Lan
Không Hướng đạo tại Hà Lan là một phần hoạt động của chương trình. Hiện tại có 15 liên đoàn Không Hướng đạo. Họ mặc áo sơ mi xám lợt.

### Ba Lan
Không Hướng đạo tại Ba Lan là một phần hoạt động của chương trình. Hiện tại có 11 liên đoàn Không Hướng đạo tại Ba Lan.
- Krakowska 19 Lotnicza
- Scout Balloon Club
- Harcerski Klub Modelarstwa Lotniczego i Kosmicznego

### Nam Phi
Không Hướng đạo tại Nam Phi là một phần hoạt động của chương trình của Hội Hướng đạo Nam Phi. Mặc dù hiện nay nó đã bị bỏ bê. Từ năm 2005 Không Hướng đạo thực sự bắt đầu đưa vào bầu trời, đặc biệt là tại Gauteng. Hiện tại có 9 liên đoàn Không Hướng đạo tại Nam Phi:
- 1st Liên đoàn Không Hướng đạo Edgemead
- Liên đoàn Không Hướng đạo Fairlandp Lưu trữ ngày 22 tháng 4 năm 2016 tại Wayback Machine
- Liên đoàn Không Hướng đạo Đệ nhất Rosebank
- 9th Liên đoàn Không Hướng đạo Irene
- Liên đoàn Không Hướng đạo Đệ nhị Kenridge
- Constellation Air Scouts (Đệ nhị Benoni và Đệ tứ Benoni)
- Liên đoàn Không Hướng đạo Harmelia Gardens Lưu trữ ngày 27 tháng 9 năm 2007 tại Wayback Machine
- Liên đoàn Không Hướng đạo Springs Central
- Không Hướng đạo 58 Durban
- Đệ nhất Không Hướng đạo Cowies Hill

Điều gì khác biệt giữa Không Hướng đạo sinh và Địa Hướng đạo sinh (Land Scouts), hoặc Hải Hướng đạo chính là đồng phục. Không Hướng đạo sinh thực hiện các chuyên hiệu sau đây: Phi hành cao cấp, Tàu lượn trên không, Cơ khí Phi cơ, Dự báo thời tiết trên không, Hoa Tiêu, Điều hành và Quan sát Không lưu. Đồng phục của Không Hướng đạo có áo tay ngắn màu xanh da trời, quần dài màu xanh thủy thủ, vớ đên, giày đen, khăn quàng liên đoàn và mũ bê rê đen.
Vùng Không Hướng đạo Gauteng (với khoảng 5 trong 8 Liên đoàn) là vùng Không Hướng đạo lớn nhất và hoạt động mạnh nhất tại Nam Phi.

### Sudan
Liên đoàn Nữ Hướng đạo và Không Hướng đạo sinh Sudan hay  là một phần hoạt động của Hội Nam Hướng đạo Sudan và Hội Nữ Hướng đạo Sudan. Nó được thành lập năm 1975.

### Vương quốc Anh
Không Hướng đạo tại Vương quốc Anh khởi sự vào thập niên 1930 và trở thành một chi nhánh chính thức của Hướng đạo năm 1941. Lịch sử ban đầu của Không Hướng đạo có thể được tìm thấy ở“here”. Bản gốc lưu trữ ngày 1 tháng 1 năm 2009. Truy cập ngày 23 tháng 8 năm 2007.. Hiện tại khoảng 10% Hướng đạo sinh tại Vương quốc Anh ở trong một trong 160 Thiếu đoàn Không Hướng đạo hay Đơn vị Tráng sinh Không Hướng đạo.
Một Thiếu đoàn Không Hướng đạo có thể xin được công nhận với Không quân Hoàng gia và như thế có thể nhận được những cơ hội và chuyến đi đặc biệt.

### Hoa Kỳ
Không Hướng đạo là một chương trình hiện thời bị đình chỉ của Hội Nam Hướng đạo Mỹ. Chương trình Không Hướng đạo sinh có 4 cấp bậc: Tân sinh (Apprentice), Quan sát viên (Observer), Thông thạo (Craftsman), và Xuất sắc (Ace). Nút vải Xuất sắc và huân chương vẫn có thể được đeo bởi những người lấy được chúng trước khi chương trình bị bỏ.
Chương trình được thiết lập vào năm 1941 và tồn tại dưới tên Air Scouts cho đến năm 1949, khi nó được đổi tên thành Air Explorers.  Với chút ít thay đổi, chương trình này kéo dài cho tới năm 1965 khi nó bị sáp nhập hoàn toàn vào chương trình Tráng sinh hiện có của Hội Nam Hướng đạo Mỹ như một loại đặc biệt với tên gọi 'Aviation Explorers'.  Nó vẫn còn tồn tại ngày nay như một phần của chương trình Tráng sinh Học Cả đời của Hội Nam Hướng đạo Mỹ.